# Dany Jean
Dany Jean (Puerto Príncipe, 28 de noviembre de 2002) es un futbolista profesional haitiano que juega como extremo en el equipo S. C. U. Torreense de la Segunda División de Portugal. Es internacional con la selección nacional de Haití.

## Clubes
Huérfano a una edad temprana, Jean es un producto de las fuerzas básicas de los clubes haitianos Aigle Noir y Arcahaie. Jean se mudó a Francia firmando un contrato con Estrasburgo el 21 de julio de 2021. Comenzó su carrera absoluta con sus reservas e hizo su primera aparición en un partido de la Ligue 1 contra el F. C. Nantes el 5 de febrero de 2022.

## Selección nacional
Jean representó a Haití en la Copa Mundial Sub-17 de 2019. Debutó con la selección absoluta de Haití en una derrota amistosa por 2-1 ante Guatemala el 27 de marzo de 2022.